# Francesco Conconi
Professor Francesco Conconi (Como, 19 april 1935) is een Italiaans sportarts die actief was in het wielrennen. Hij was de leermeester van de bekende sportartsen Michele Ferrari en Luigi Cecchini. Hij is samen met hen bekend geworden om de door hun ontwikkelde trainingsprogramma's op basis van metingen door een SRM-fietscomputer.

## Doping
Conconi is vooral bekend geworden door het succes van de door hem (met doping) behandelde Francesco Moser, die in 1984 het werelduurrecord wielrennen op de baan verbeterde. Conconi en Michele Ferrari (die toen nog met hem samenwerkte) zijn daarna verdergegaan met het prepareren van renners met behulp van bloeddoping. Van Conconi wordt gezegd dat hij het middel epo zou hebben geïntroduceerd in het peloton. Om zijn reputatie met doping heeft hij enkele treffende bijnamen gekregen, zoals Monsieur Sang (Meneer Bloed) en Monsieur Epo.
Vanaf 1999 onderzocht het Italiaanse gerecht zijn activiteiten. Onderzoeksrechter Pierluigi Soprani verdacht hem en zijn medewerkers ervan in de periode 1992-1997 bloeddoping en EPO te hebben toegediend aan vooraanstaande wielrenners en andere topatleten. In die periode was Conconi lid van het medisch comité van het Internationaal Olympisch Comité en voorzitter van de medische commissie van de UCI. Hij ontving belangrijke subsidies van het IOC en van het Italiaans olympisch comité voor de ontwikkeling van een EPO-test (die nooit werd opgeleverd).
Conconi is net als Dr. Ferrari in december 2002 beschuldigd van het toedienen van bloeddoping, maar hij werd vrijgesproken bij gebrek aan bewijs. In maart 2004 gebeurde hetzelfde in een vergelijkbaar proces.

## Samenwerking met renners
Een aantal zeer bekende renners behoorde tot zijn klantenkring, zoals blijkt uit onderstaande lijst. Hoewel meerdere renners aan doping gelinkt werden, zijn er nauwelijks renners die ook effectief betrapt zijn.

### Cliënten
- Yevgeni Berzin
- Guido Bontempi
- Gianni Bugno
- Claudio Chiappucci
- Mario Cipollini
- Laurent Fignon
- Maurizio Fondriest
- Ivan Gotti
- Miguel Indurain
- Francesco Moser
- Marco Pantani
- Stephen Roche
- Rolf Sörensen
- Dennis Zanette
- Pjotr Oegroemov

1. ↑  Letizia Paoli en Alessandro Donati, "The Sports Doping Market - Understanding Supply and Demand, and the Challenges of Their Control," Springer 2014.